# دیمین فرانسیس
دیمین فرانسیس (انگلیسی: Damien Francis؛ زادهٔ ۲۷ فوریهٔ ۱۹۷۹) بازیکن فوتبال اهل بریتانیا است.
از باشگاه‌هایی که در آن بازی کرده‌است می‌توان به باشگاه فوتبال نوریچ سیتی، باشگاه فوتبال ویگان اتلتیک، باشگاه فوتبال ویمبلدون، و باشگاه فوتبال واتفورد اشاره کرد.
وی همچنین در تیم ملی فوتبال جامائیکا بازی کرده‌است.